# ウラヌス作戦
ウラヌス作戦（ウラヌスさくせん、ロシア語: Операция «Уран»、天王星作戦とも）は、第二次世界大戦中の1942年11月下旬に、ソ連軍が、スターリングラード攻囲中のドイツ第6軍の南北側面を攻撃して包囲した反攻作戦の名前。作戦構想は1942年9月の早い時期に決まり、9月から反攻用戦力の集積が始まった。
作戦は、11月19日に始まり、ソ連軍は、ルーマニア第3軍とルーマニア第4軍および第4装甲軍の保持する戦線を突破して、23日には、南北の攻勢部隊は、カラチで手をつなぎ包囲網は完成した。包囲されたのは、後に判明したことだが、第6軍を中心とした約33万人の枢軸軍である。

## 背景
1942年6月28日に、ドイツ軍はブラウ作戦（青作戦とも）を発動し、東部ウクライナで攻勢に出た。7月13日までにドイツ軍はソビエト防衛線を突破、ロストフを包囲、占領した。ロストフ陥落後、ヒトラーはスターリングラード、コーカサス油田の両方を占領するために、ロシア南部のドイツ軍をA、B両軍集団に分割するよう命令した。スターリングラード攻撃は第6軍が命令され、ボルガ川付近に展開、ドイツ空軍第4航空艦隊の支援を受け、前進した。8月7日、2個装甲軍団はスターリングラード側面から攻撃、ソビエト赤軍将兵約50,000名と戦車約1,000両を包囲、22日にはボルガ川を押さえるために、ドン川を横断し始めた。翌日、第6軍の先遣部隊がスターリングラード郊外への侵入を開始、スターリングラードの戦いはここに開始された。

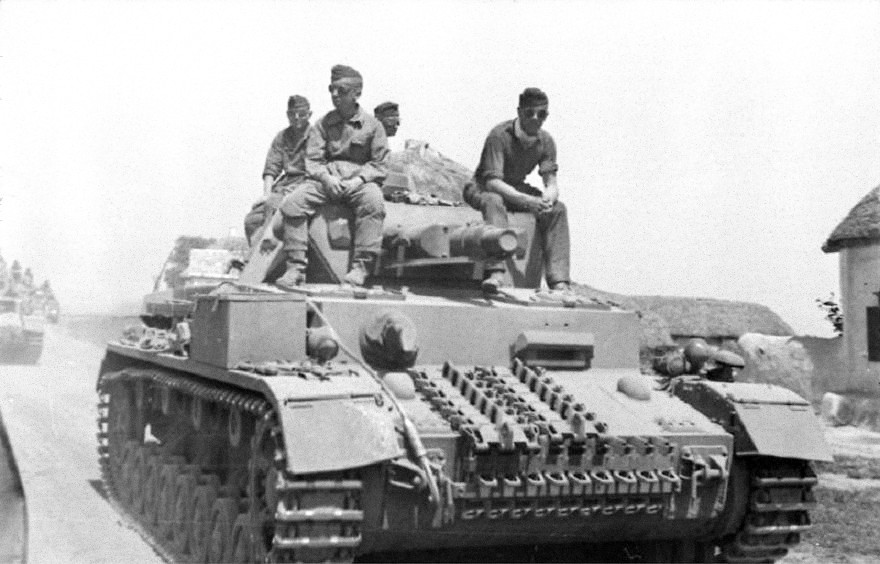
1942年6月、ソ連を進撃中のドイツ軍

11月中にドイツ第6軍はスターリングラードのほとんどを占領、ソビエト赤軍をボルガ川川岸に押し込んだ。 しかし、第6軍の側面にはソビエト赤軍の反撃の兆候があり、その情報はソビエト赤軍捕虜からもたらされた。しかし、ヒトラーはスターリングラードを占領することにこだわっていた。実際、ドイツ陸軍参謀総長フランツ・ハルダーは第6軍と第4装甲軍の拡大し過ぎていた側面に迫っていた危機について警告していたが、9月、ヒトラーとの意見対立により解任された。9月の早い時期、ソ連総司令部はロシア南部、スターリングラード近郊およびコーカサスでドイツ軍南翼を撃破する一連の反撃作戦を計画していた。 そして、スターリングラードを奪取する作戦の司令官にアレクサンドル・ヴァシレフスキーが任命された。
ソビエト総司令部はスターリングラードで行うウラヌス、サターン両作戦を拡大、出来得る限り増援戦力を広範囲に展開して、ドイツ中央軍集団に出来得る限りの損害を与えるためのマーズ作戦をさらに計画した。ウラヌス作戦のために、ソビエト赤軍はスターリングラード周辺で直接ドイツ軍など枢軸国を包囲するために機械化、歩兵部隊を大規模に展開させ、さらにソビエト赤軍は攻撃開始地点をドイツ第6軍の背後の戦線におき、枢軸軍の戦線が延びきり、戦力が希薄な箇所を素早く撃破、これを包囲することを目的とした。
攻撃は南北両翼から開始された。別のソビエト赤軍部隊がドイツ軍背後で攻撃し、ドイツ第6軍に接触しようとしている間、ソビエト機械化部隊はドイツ軍防衛線へ深く侵入していた。一方、ソビエト赤軍が準備完了していた頃、OKH（陸軍参謀本部）は、中央軍集団北側で戦力を増やしつつあるソビエト赤軍が南北同時攻撃はないという確信を持っており、切迫しつつあった反撃の可能性を否定し続けていた。

## 両軍の戦力

### 枢軸国
スターリングラードを占領するという決定は延期されていたが、東部戦線に更なる部隊を送るよう同盟国に圧力をかけている間、ブラウ作戦において、ドイツ軍と同盟国軍が幅480km、長さ数百kmの戦線を形成していた。例を挙げるならば、ドイツ第6軍は約400kmの戦線で攻撃を行う間、さらに約160kmの戦線の防衛をも担当していた。南方軍集団を分割して設立されたB軍集団（残り半分はA軍集団とされ、コーカサス周辺で作戦行動を行った）は、書類上は強力な部隊に見えた。B軍集団にはドイツ第2軍、第4装甲軍、第6軍及びルーマニア第3軍、イタリア第8軍、ハンガリー第2軍とドイツ軍第16自動車化歩兵師団が所属していた。さらに予備戦力として第48装甲軍団と1個歩兵師団が所属していたが、装甲軍団はすでに疲弊し切っていた。そして、ドイツ軍部隊の大部分がスターリングラード、コーカサスでの作戦で先頭に立っており、ドイツ軍の側面を防衛するのは同盟軍となっていた。

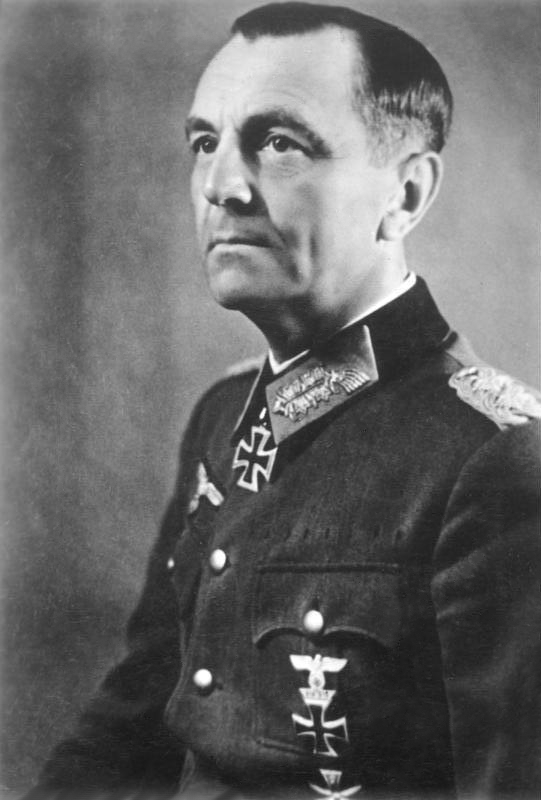
第6軍司令官フリードリヒ・パウルス

ドイツ総統アドルフ・ヒトラーがドイツ軍の側面を防衛する同盟国各軍に信頼を示している間、その実、多くの場合、同盟軍の将校の士気は低く、兵士の質も悪く、武器は旧式で多くの器材を馬が引いている状態であった。例えば、部隊の機械化の問題では、ルーマニア第1装甲師団にはおよそ100両のチェコ製戦車38(t)戦車が所属していたが、これはドイツではすでに一線級の戦車ではなかった。また、使用していた対戦車砲3.7 cm PaK 36もすでに旧式と化しており、ソビエト赤軍戦車T-34を撃破するには威力不足であった上に、弾薬が不足気味であった。そのためルーマニア軍は度重なる要請を行い、それを受けたドイツは7.5 cm PaK 40を1個師団に6門の割合で提供した。これらの部隊は、戦線に非常に広大な範囲に渡って展開することとなった(例えば、ルーマニア第4軍が長さ270kmの戦線の防衛を担当、ルーマニア第3軍は140kmの戦線を担当するなど)。ドイツはその戦力について疑念を持っていたが、イタリア第8軍は、ハンガリー第2軍とルーマニア第3軍の間を担当した。
通常、同盟国各軍はドイツ軍より良好な状態に無く、さらにソビエト赤軍との何ヶ月もの戦いで、さらに戦力を低下させていた。そしてソビエト赤軍最高司令部は新たな戦力を増強、ドイツ軍に対抗していたが、それに対してOKHはそれら戦力が消耗した部隊でさえも戦線を維持するために使わざるを得なかった。さらに1942年5月から11月に行われたドイツ軍の攻勢の間、ドイツ軍最良の師団、グロースドイッチュラント師団と第1SS装甲師団がフランスへ連合軍が上陸する可能性が生じたため、A軍集団からフランスへ移動した。
第6軍はスターリングラードの戦いで多大な犠牲を被っていた。例えば、ドイツ第22装甲師団の戦力状態は、時折ルーマニア第1装甲師団と変わらない状態になることがあった。そして、ドイツ軍の防衛線が戦力に見合わず、伸びきっており、例えば第XI軍団は長さ100kmの戦線を担当していた。

### ソビエト赤軍
ソビエト赤軍は将兵約1,100,000名、戦車804両、砲門13,400門、航空機1,000機以上を準備していた。ソビエト赤軍はルーマニア第3軍を撃破してドイツ軍側面を突破するために、第5戦車軍、第21軍、第65軍を配置した。ドイツ軍の南部側面への攻撃はソビエト赤軍第4、第5機械化軍団が先鋒を務め、第51軍、第57軍の目標となり、その後、ルーマニア第4軍を突破して、カラチで第5戦車軍と合流する予定であり、総勢11個軍といくつかの独立戦車旅団を配置した。しかし、ソビエト赤軍の攻撃準備はまだ完全とはいえなかった。結局、多くの部隊が移動の遅延を起こしていたため、ソビエト赤軍最高司令部は11月8日、作戦の延期を命令した。その一方で、各部隊は作戦に参加する前にドイツ軍の反撃を撃退し、機械化部隊で進撃をする演習を繰り返し行っていた。 これらの行動に合わせて、モスクワへの部隊展開を増やすような偽装を行い、無線交信の減少、口頭での移動命令、カモフラージュ等で、できる限り反撃作戦を隠匿した。また、ソビエト赤軍が反撃に使用する予定であったドン川の橋からドイツ軍の注意を逸らすために、ドン川の各所で偽の橋を建設していたが、さらにドイツ軍を油断させるため、防御陣地を構築するよう命令された。また、ソビエト赤軍は中央軍集団への攻撃を行い、ドイツ軍に反撃作戦が中央軍集団に行われると錯覚させるための、偽装の反撃準備を行った。
スターリングラードにおいてはドイツ空軍の激しい爆撃により、ソビエト赤軍部隊の移動はかなり困難であった。スターリングラード戦線で活動していた第38工兵大隊はボルガ川を横断して、弾薬、将兵、戦車の輸送を行っていた。その一方で、切迫していた段階的な反撃の主導を務めることになっており、戦線の比較的交戦の少ない地点の偵察を行っていた。約3週間でソビエト赤軍はボルカ川対岸より、将兵約111,000名、戦車420両、砲門556両を輸送した。
11月17日、ヴァシレフスキーはモスクワに呼び出された。そこで、ヴァシレフスキーは第4機械化軍団司令官司令官ボルスキーが攻撃を取りやめるようスターリンに宛てていた手紙を見せられた。ボルスキーはこの大掛かりな反撃が失敗する運命にあると考えており、その代わりに、攻撃を延期して、作戦を根底から計画し直すよう示唆していた。
多数のソビエト赤軍兵士は冬装備を支給されず、「指揮官の無責任な態度のために」多くの兵士が凍傷で死亡しており、ソビエト赤軍情報部は戦線に配属されているドイツ軍部隊の多くの情報を集める努力をしたが、ドイツ第6軍の情報はあまり手に入れることができなかった。しかし、攻撃を中止する気の無いスターリンはボルスキーに電話をかけ、攻撃命令が出た時、ボルスキーが命令通り攻撃を開始することを確認した。

## ソビエト赤軍の攻勢

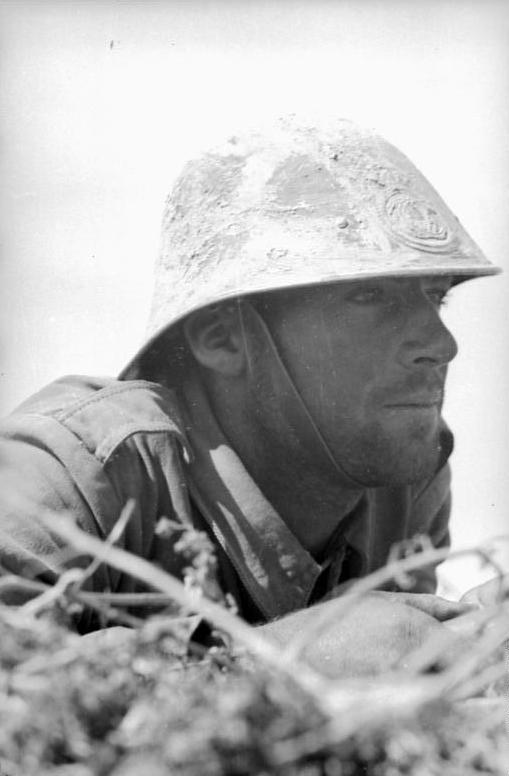
前線のルーマニア兵

ウラヌス作戦は11月17日まで延期されていたが、ゲオルギー・ジューコフは空軍の準備ができていないと判断、さらに2日延期を提案、結局、作戦は19日に発動された。前線に配属されていたルーマニア軍のゲルハルト・シュテック（Gerhard Stöck）中尉は、19日朝午前5時、その日起こることとなったソビエト赤軍の反撃の情報を掴んだ。しかし、早朝5時という時間であったため、誤情報で司令官を起こすことを恐れ、受信した情報をルーマニア軍の情報将校へ流すことを行わなかった。一方、ソビエト赤軍司令官は濃霧のために視界不良となっていたため、攻撃開始前の準備砲撃を延期することを提案したが、前線司令部はそれを拒否した。
午前7時20分（モスクワ時間、ドイツ時間は午前5時20分）、ソビエト砲兵部隊指揮官は作戦発動の暗号、「サイレン（siren）」を受信、それから80分にわたって攻撃地点のドイツ軍へ砲撃を続けた。約3,500門の砲門がルーマニア第3軍とドイツ第6軍の北方側面へ砲撃を行った。当日は濃霧のため、着弾地点の修正ができなかったが、前々から準備していたため、ドイツ軍陣地を正確に把握しており、確実な砲撃を行った。その砲撃のために、ドイツ軍の通信回線が破壊されたため、その砲撃の効果はさらに高まり、弾薬集積所、前線の観測所などが破壊された。その後、この砲撃を乗り切った多くのルーマニア兵たちが、退却を始めていた。さらに退却するルーマニア軍へ砲撃を行い、ソビエト赤軍砲兵部隊はルーマニア軍砲兵陣地、及び第2防衛線を目指して砲撃を続けた。

### ルーマニア軍の崩壊
11月19日午前8時50分、ソビエト赤軍第21軍、第65軍、第5戦車軍による、ルーマニア第3軍への攻撃が開始された。しかし、ソビエト赤軍による重厚な砲撃は、ソビエト装甲部隊が地雷敷設区域と地形を抜けて進撃することを難しくしており、最初の2回の攻撃をルーマニア軍はからくも撃退した。しかし、ルーマニア軍は対戦車砲の不足で、ソビエト赤軍を塞き止めることができなかった。ソビエト第4戦車軍団、及び第3親衛騎兵軍団による進撃は正午までに確立された。その後まもなく、ソビエト第5戦車軍はルーマニア第2軍団の撃破に成功、その後に第8騎兵軍団が続いた。ソビエト装甲部隊は濃霧の中、コンパスを頼りに進んでいたため、ルーマニア軍、ドイツ軍の砲兵陣地を越えて進んでいたが、ルーマニア3個師団が混乱を起こし、退却を開始していた。そして、ルーマニア第3軍の東西にソビエト赤軍が展開していた。ソビエト赤軍の攻撃のニュースを受けた後、第6軍司令部はスターリングラードでの戦いに従事していたが、向かうことが可能であった第16、第24装甲師団にルーマニア軍を支援、陣地を再構築するよう命令することはなかった。その代わりに、XLVIII装甲軍団が防衛を行うこととなった。
深刻な兵員不足、装備も不十分であった中、XLVIII装甲軍団はソビエト装甲部隊と戦うために、最新戦車約100両をなんとか装備していた。さらには、燃料不足も生じており、戦車が不足な分、その乗員は歩兵中隊を組織するようになっていた。そして、XLVIII装甲軍団所属の第22装甲師団は30両未満の戦車しか存在しなかったが、この戦いで殲滅された。ドイツXLVIII装甲軍団に所属していたルーマニア第1装甲師団は、ドイツの司令部との連絡を失った後、ソビエト第26戦車軍団と戦い、11月20日までに撃破された。ソビエト赤軍は南に進撃し続けたため、多くの戦車が悪化する吹雪の中、覗き孔が凍りつくなど進撃には困難が伴った。そのため、ソビエト戦車が急な動きを行ったり、不整地を走ったため、タンクデサントとして搭乗していた兵士が振り落とされて骨折することも珍しくなかった。しかし、この激しい吹雪はドイツ軍の行動をも制限した。
ルーマニア第3軍は11月19日末にはすでに崩壊していた。ソビエト赤軍第21軍と第5戦車軍はルーマニア3個師団、約27,000名を捕虜とし、さらに南へ進撃した。ソビエト騎兵部隊は進撃して、ソビエト赤軍側面へ反撃を仕掛けていたイタリア第8軍とルーマニア第3軍を分断した。ソビエト空軍が退却するルーマニア将兵を地上掃射する間、ドイツ空軍は余りにも小さい反撃を行った。ドイツ第376歩兵師団の側面に配置されていたルーマニア第1騎兵師団の撤退したため、ソビエト第65軍が広範囲に展開、ドイツ軍の防衛線を縦横することとなりドイツ防衛線崩壊の危機を招いた。ドイツ軍は11月19日遅くに反撃を行い始めたが、すでに別のソビエト赤軍部隊が第6軍の南部への攻撃を開始しつつあった。

### ドイツ軍の反撃

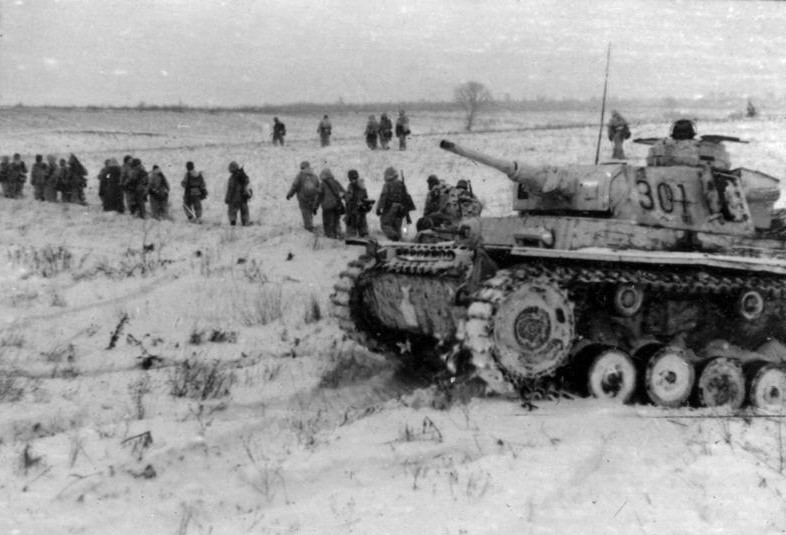
1942年12月、III号戦車と武装SS、南ロシア

11月20日午前8時、ソビエト赤軍最高司令部は予定通りに作戦が行えるかどうか聞くために、スターリングラード戦線の司令部に電話を入れた。司令官は濃霧が晴れれば予定通り作戦を開始すると答えた。各部隊は作戦を午前10時に延期する命令を受けていたが、第51軍の師団は命令を受けることができず、時間通りに砲撃を行い始めた。第51軍はそのままルーマニア第6軍を攻撃、大量の捕虜を得た。午前10時、第57軍が攻撃を開始、スターリングラード戦線において装甲部隊の攻撃が始まり、状況の進展を見せた。その頃、ドイツ第297歩兵師団は、ルーマニア軍の部隊が反撃を続けないのを目撃していた。ソビエト赤軍は攻撃開始以来、ある程度は順調な進撃を見せた。しかし、命令の混同と不確実な伝達はソビエト第4、第13機械化軍団の進撃が停止することを招いた。
この時、ドイツ軍はその戦線に第29装甲擲弾兵師団を早急に送ることでそれを防いだ。しかし、ソビエト赤軍を停止させることに成功はしたが、ルーマニア軍の崩壊のために、師団はドン川南岸へ防衛の為に移動を行わなければならなかった。第29装甲擲弾兵師団の反撃は、ソビエト赤軍の戦車約50両を破壊、ソビエト赤軍司令官は側面の心配を行わなければならなかった。しかし、その日の終わりまでにできたドイツ軍の再配備はルーマニア第6騎兵連隊を進撃を重ねるソビエト赤軍とドン川の間に展開させるのがやっとであった。

### 拡大するソビエト赤軍の攻勢
ソビエト赤軍がスターリングラードで11月20日に攻撃を開始する間、ドイツ第6軍北方に配置されていたソビエト第65軍はドイツ第11軍団に圧力をかけていた。一方、ソビエト第3親衛騎兵軍団がドイツ軍後部に回りこむ間に、ソビエト第4戦車軍団はドイツ第11軍団を通り越して進撃していた。ドイツ第376歩兵師団とオーストリア第44歩兵師団は配置転換されたが、燃料が欠乏したため、その多くが失われた。
ソビエト赤軍の怒涛の攻撃による損害に苦しまされつつも対戦車砲兵隊が踏ん張り、第14装甲師団の残存部隊はソビエト第3親衛騎兵軍団の側面を撃破した。2日末までに、ソビエト第26戦車軍団がスターリングラード北西130kmにあるペレリゾフスキー（Perelazovsky）の町を占領していた。その一方で、ソビエト第1戦車軍団は退却していたドイツXLVIII装甲軍団を追撃していた。

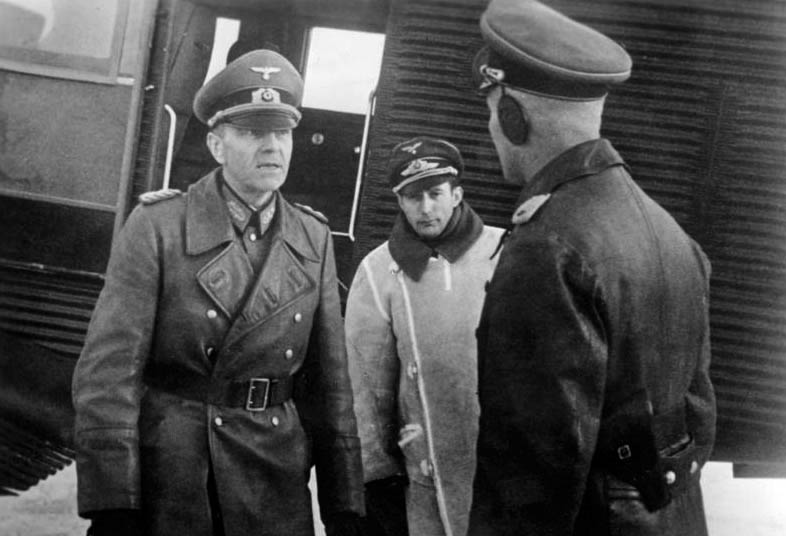
フリードリヒ・パウルス、南ロシア

ドイツ軍はソビエト赤軍に最大50kmの侵攻を許したまま、戦いは11月21日も続いた。この時までにソビエト赤軍がドイツ第4装甲軍と第6軍の側面を包囲しつつあり、北方のルーマニア残存部隊は包囲され殲滅され、短時間の反撃を行ったドイツ第22装甲師団は、戦車中隊と同じようなレベルの戦力と化し、南西に撤退せざるを得なくなった。一方、ソビエト第26軍団はルーマニア第1装甲師団の大部分を撃破、その他の敵軍を無視して南東に進撃していた。ルーマニアV軍団は再編成を行って緊急の防衛線を築き、ドイツXLVIII装甲軍団の支援を仰いだ。
その日、ドイツ第6軍司令官フリードリヒ・パウルスはソビエト赤軍が司令部から約40km未満まで進撃しているという報告書を受け取ったが、すでに第6軍には防衛にまわす予備戦力が存在しなかった。南方では短時間の停止の後、ソビエト第4機械化軍団がスターリングラード方面へ北上を開始、いくつかの町をドイツ軍から奪取した。
スターリングラード内外のドイツ軍の状況が悪化していたが、ヒトラーは「全周囲防衛地区」を形成し、ドン川とボルガ川の間を「スターリングラード要塞」とするよう命令、これは第6軍が脱出する望みを奪うものとなった。ドイツ軍、ドイツ同盟軍らが苦戦している間、第6軍とは別に第4装甲軍も増加するソビエト軍の包囲にさらされつつあり、第16装甲擲弾兵師団がその出口を形成すべく、激戦を交わしていた。しかし、ドイツ軍南方を攻撃していたソビエト赤軍装甲部隊は歩兵部隊との連携がうまくいかず、ルーマニア第4軍の脱出を許すこととなった。
11月22日、ソビエト赤軍はドン川を横断、カラチ方面へ進撃を続けていた。カラチに駐屯していたドイツ軍部隊は、補給、整備を行う部隊がほとんどであり、なおかつ11月21日までソビエト赤軍の攻撃を知らなかった、さらに、そのソビエト赤軍の戦力も不明であった。カラチの橋を奪取する作戦は第26戦車軍団が担当し、橋への接近には捕獲した2両のドイツ戦車と偵察車両を使用、午前中にカラチを奪取して、ドイツ軍を排除した。そして、第26戦車軍団と第4戦車軍団は南から北上している第4機械化軍団と合流した。1942年11月22日、スターリングラードに存在したドイツ軍は、ソビエト赤軍に完全包囲された。 その日、ソビエト赤軍は、包囲していたルーマニア第5軍団との戦いを続けていた。
翌日、ドイツ軍は包囲を解くために局所へ無駄に戦力を投入したため、戦いは続いた。この時までに包囲されていたドイツ軍、ドイツ同盟軍将兵はソビエト赤軍の装甲部隊から逃げるために、スターリングラードへ退却、その一方で、なんとか包囲を脱出したものは西方へ退却した。

## その後
ウラヌス作戦により、200,000から250,000名のドイツ将兵が東西40km、南北50kmの地点に閉じ込められた。包囲の中には2個ルーマニア師団、クロアチア歩兵連隊を含む第6軍と4個軍団、1個装甲軍団を含む第4装甲軍が存在、さらには、戦車100両、砲門2,000門、トラック10,000台も含まれていた。スターリングラードへの撤退により、退却路にはヘルメット、武器などが散乱しており、破壊された大型武器は道路脇に放置されていた。ドイツ軍及び同盟軍は厳しい冬空の中、急いで東へ退却したため、ドン川を渡る橋は渋滞を起こしていたが、彼らはソビエト赤軍の攻撃から逃れようと足掻いていた。多くの負傷者が路上に放置され、そのため、車両に踏み潰されることがあった。さらに凍った川を渡ろうとして失敗、溺れ死ぬものも続出した。 空腹を抱えた兵士はロシアの村を襲い、食料を略奪した。最後の部隊が退却した11月24日、ドイツ第6軍と第4装甲軍からソビエト赤軍を切り離すために橋が落とされた。
第6軍は混乱の中、防衛線を築き始めたが、燃料、弾薬、食料の不足により中々進まなかった。さらにルーマニア軍が崩壊したことにより生じた戦線の空白を埋めることも行わなければならなかった。11月23日、いくつかのドイツ軍部隊はスターリングラード北端へ退却を行ったが、追撃に使用される恐れのある設備は破壊した。しかし、それらの部隊は同時に、冬用施設、設備を放棄しており、ソビエト赤軍第62軍はドイツ第94師団を殲滅、師団の残存兵は第16装甲師団と第24装甲師団に配属された。ドイツ軍の各司令官は包囲されている部隊が包囲網から脱出しなければならないと意見していたが、11月23日から24日の間にヒトラーが第6軍はスターリングラードに留まること、その補給を空軍が行うことを決定した。
スターリングラードで包囲された将兵には1日当り、少なくとも680トンが必要であったが、すでに消耗していたドイツ空軍にはそれを実行する能力が無かった。そして、復活しつつあったソビエト空軍がドイツ空軍の大きな障害となっていた。12月までにドイツ空軍は約500機で物資を輸送したが、これは第6軍と第4装甲軍の必要物資を供給するには不十分であった。12月前半、第6軍は必要量の20％しか受け取れなかった。
一方、ソビエト赤軍は包囲したドイツ軍を殲滅するために、包囲する戦力を増強していた。ソビエト赤軍は東、南からドイツ軍を攻撃、小さな戦闘団を形成し、ドイツ軍を撃破しようとした。これらの命令は11月24日に発動され、予備戦力を動かさず、再編成無しに実行されることとなった。包囲は幅320km、厚さ16kmに及び、その4分の3にソビエト赤軍が配備されていた。そしてソビエト赤軍最高司令部は、イタリア第8軍を殲滅して、コーカサスのドイツ軍を分断するサターン作戦を計画し始め、開始日を12月10日とした。
ドイツ軍は、第4装甲軍、第6軍、ルーマニア第3軍、第4軍を分けてドン軍集団（司令官エーリッヒ・マンシュタイン）を新設したため、コーカサスのドイツ軍はさらに戦力を分散することとなった。状況は最悪に見えたが、ウラヌス作戦終了後、戦線は落ち着き、ドイツ軍、ソビエト赤軍は来る次の戦いの為に作戦を立て、暫しの安穏とした日々が続いた。